# Илия Попадийски
Илия Димов Попадийски е български революционер, деец на Вътрешната македоно-одринска революционна организация.

## Биография
Илия Попадийски е роден през 1861 година в леринското село Попадия, тогава в Османската империя, днес Гърция. Завършва II отделение. Влиза във ВМОРО през 1895 година. Става първоначално четник при Марко Лерински, след това при Георги Папанчев, а от 1903 година по време на Илинденско-Преображенското въстание до 1912 година е самостоятелен войвода. На 22 октомври 1906 година заедно с войводата Найден Бъндев разгромяват една андартска чета в село Сетина.
Според андартския капитан Йоанис Каравитис Илия минава на гръцка страна и участва в гръцката въоръжена пропаганда в Македония, въпреки че не се ползва с голямо доверие.
Между 1915 и 1918 година по време на Първата световна война е кмет на община Старавина. Установява се в старите предели на България с отстъпването на българската войска и се заселва в Лом, където живее до 1940-те. На 18 март 1943 година, като жител на Живойно, подава молба за българска народна пенсия, която е одобрена и отпусната от Министерския съвет на Царство България.